# Blastosporium
Blastosporium is een monotypisch geslacht van schimmels uit de orde Helotiales. Het bevat alleen de soort Blastosporium persicolor.